# Фалерна
Фалѐрна (на италиански: Falerna) е малко градче и община в Южна Италия, провинция Катандзаро, регион Калабрия. Разположено е на 550 m надморска височина. Населението на общината е 3885 души (към 2013 г.).